# Dây kéo quần

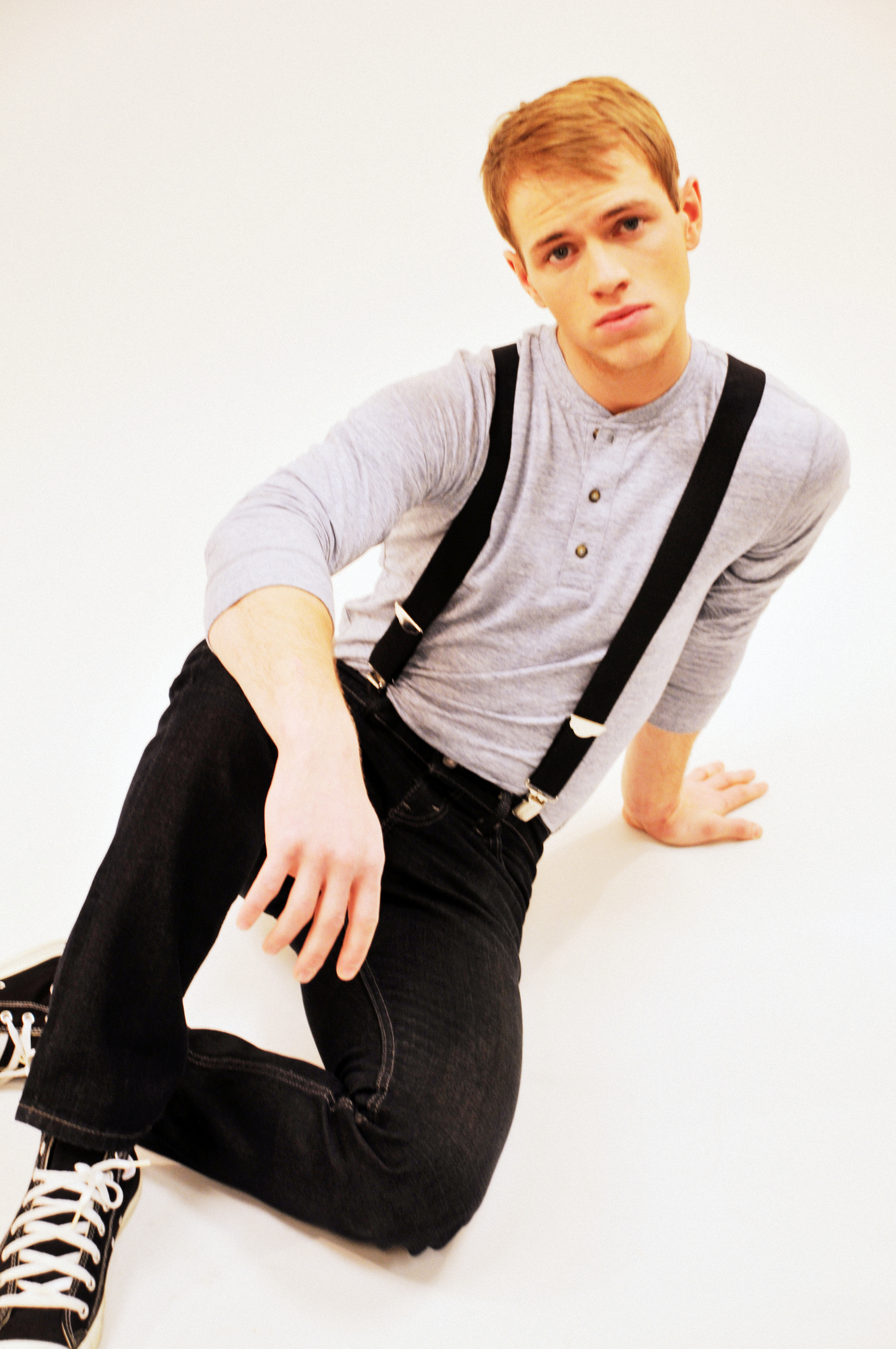
Một thanh niên mặc quần có dây kéo dạng khóa kẹp

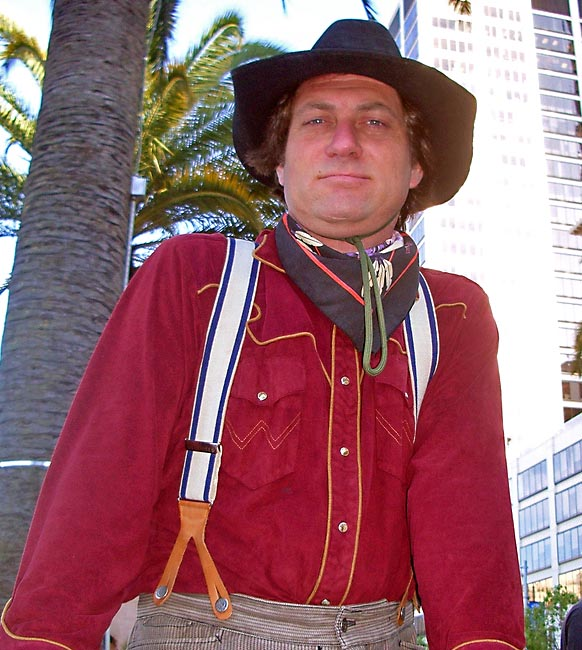
Dây kéo quần dạng khuy bấm

Dây kéo quần (tiếng Anh: suspenders hay braces) là chiếc dây làm bằng vải hoặc da, móc vào quần để giữ quần cố định, không bị xộc xệch hay tụt xuống. Hai dây kéo quần được móc vào hông trước, đeo qua vai và móc vào hông sau. Thông thường có hai loại dây: chữ X (hai dây kéo phía sau được kẹp lại và vắt chéo để tránh bị tuột khỏi vai) và chữ Y (hai dây kéo phía sau kẹp lại thành một). Dây kéo quần có công dụng tương tự thắt lưng.

## Lịch sử
Thời trang đã chứng kiến nhiều phiên bản dây đeo có công dụng tương tự như dây kéo quần ngày nay từ khoảng thế kỷ 18 - 19. Tuy vậy, phải đến năm 1822, chúng mới được Albert Thurston, một chủ cửa hàng quần áo người London thống nhất và phổ biến.

## Hình ảnh

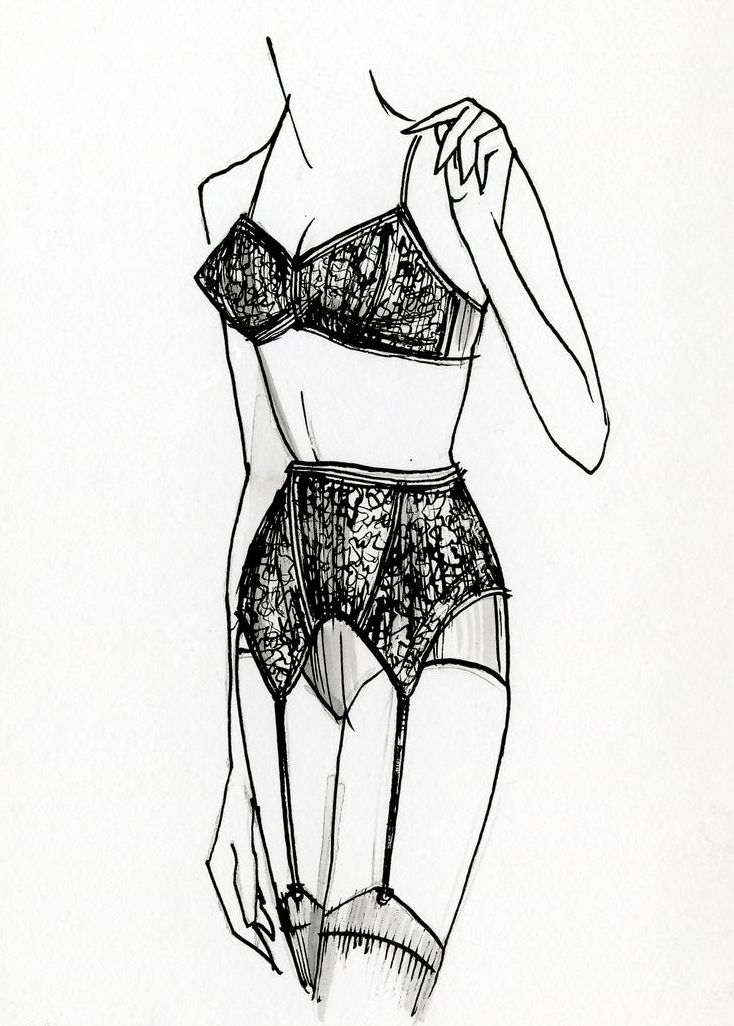
Một dạng dây kéo khác: móc bít tất vào quần để nó không bị tuột
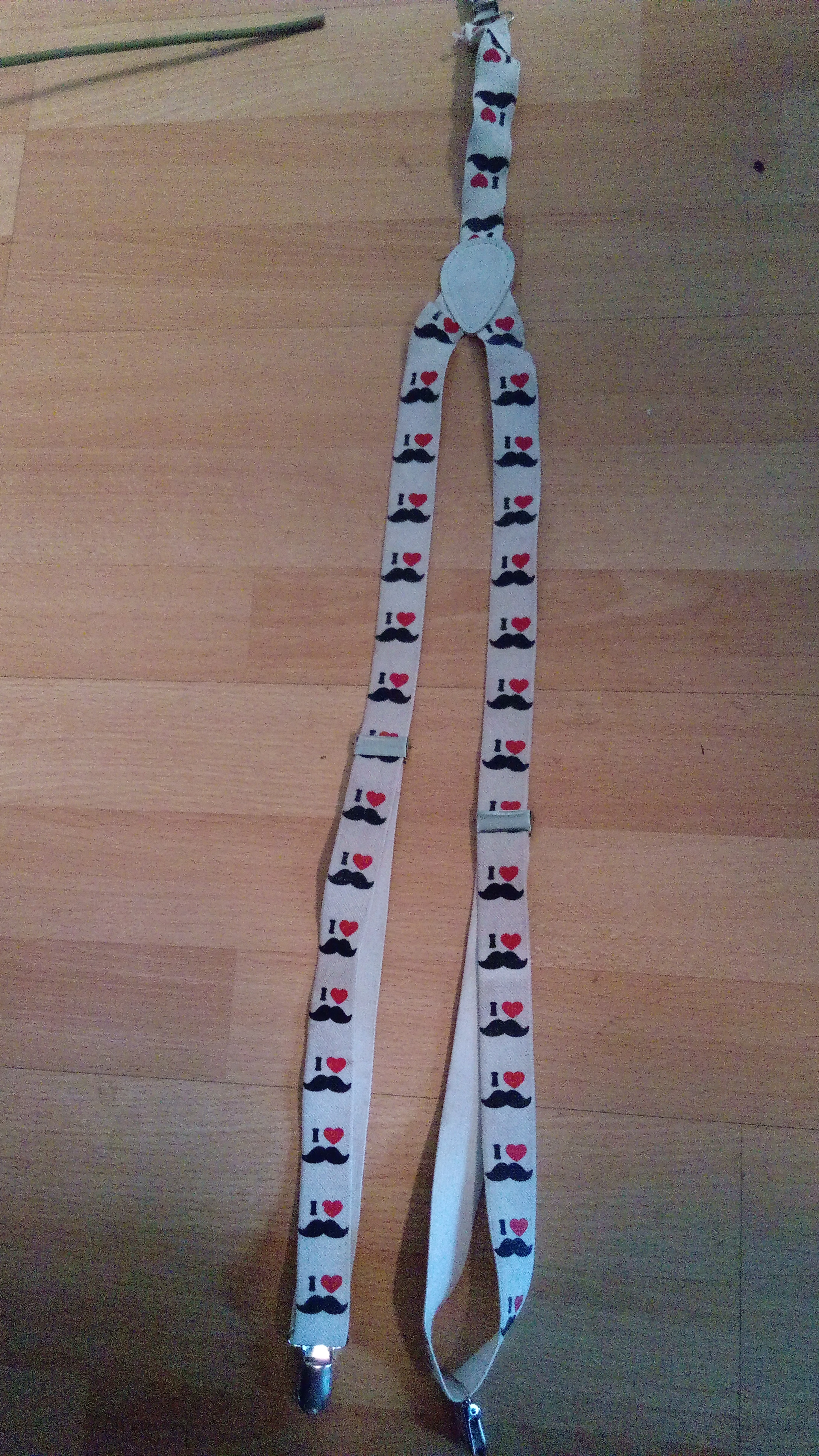
Dây chữ Y
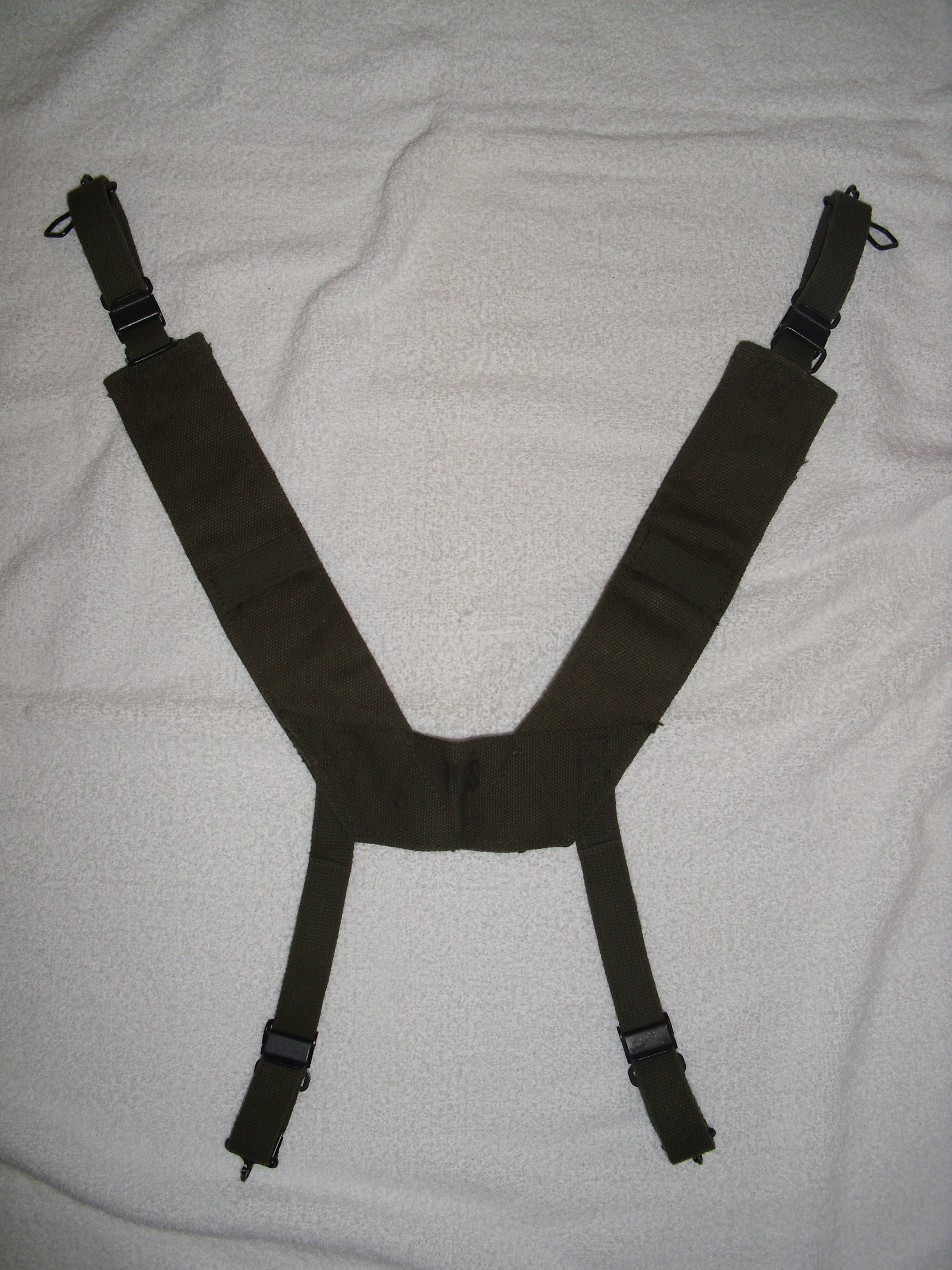
Dây chữ X
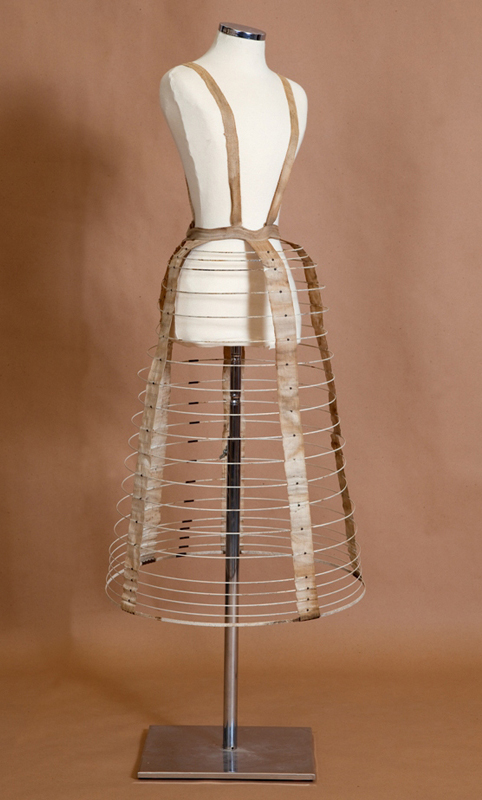
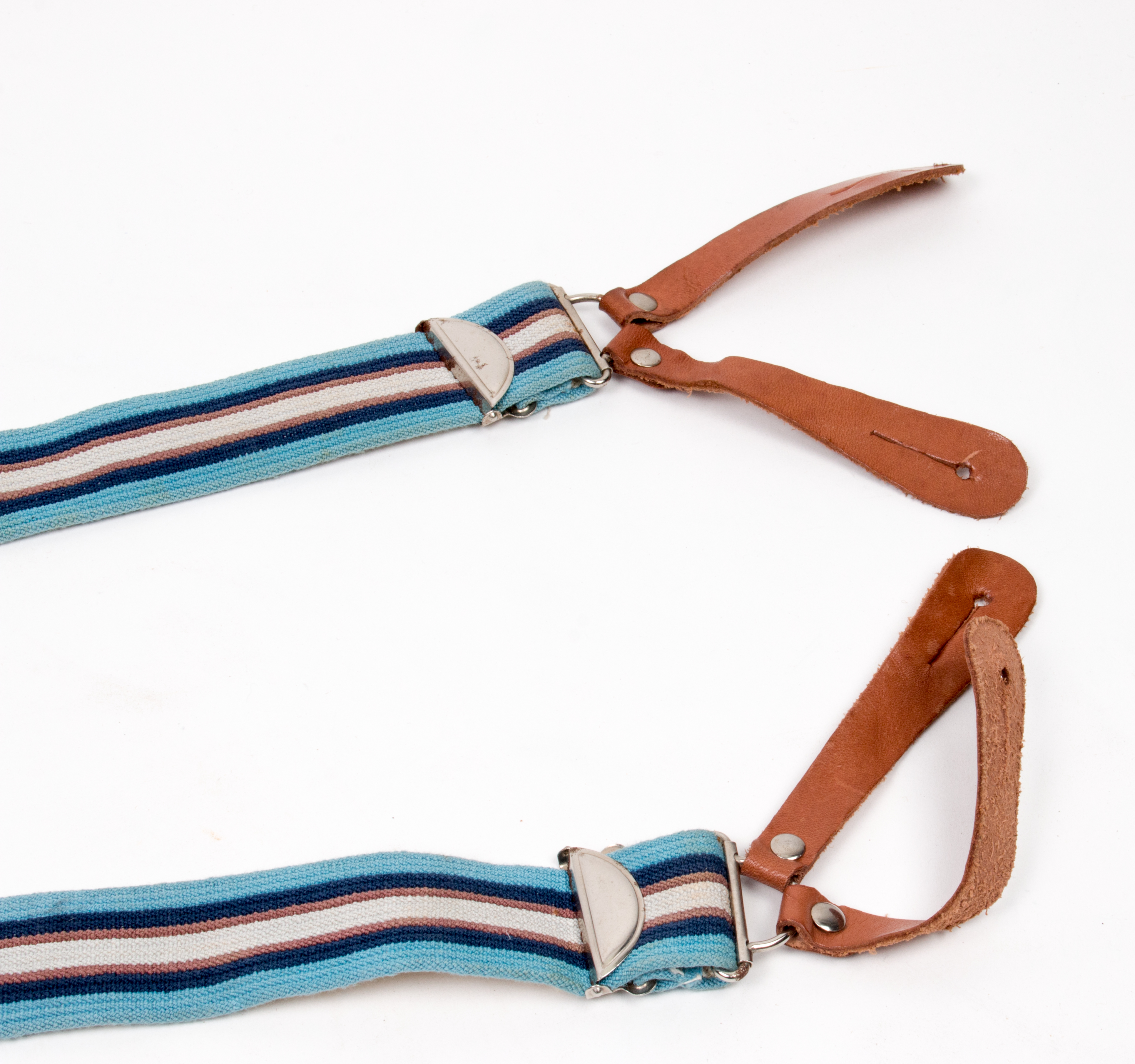